# Сто и трети конгрес на Македонската патриотична организация
Сто и третият конгрес на Македонските политически организации (МПО) се провежда между 30 август и 1 септември 2024 година в Гранд Рапидс, Мичиган, САЩ. 
За председател на ЦК на МПО е избран Ник Стефанов. Освен негов ръководството влизат Стив Петров (вицепрезидент), Люпка Балоски (ковчежник) и Стив Протогер (секретар).
На конгреса са приети две отделни резолюции – за европейската интеграция на Северна Македония и за основните права на човека в региона на Македония. За член на ЦК на МПО е избран и Красимир Костов, председател на МПО „Пирин“, Чикаго. Организирана е презентация и дискусия за живота на Тодор Александров по повод 100 години от убийството му през 1924 година.
Формирана е нова секция на организацията с председател Светла Сноудън – МПО „Илинден“ в Лас Вегас, Невада, САЩ.